# 友田安紀
友田 安紀（ともだ あき、本名：久保田 恵（くぼた めぐみ）、1977年10月18日 - ）は日本のタレント、お笑い芸人、女優。所属事務所はケイ・アンド・エムプロモーション。千葉県出身。
1998年4月に『王様のブランチ』（TBS）のリポーターになり、以降はリポーター、CM、モデルとして活動。
2005年宮地眞理子とお笑いコンビ「イチカバチカ」を結成。
特技は陸上競技、一輪車。趣味はアクセサリー作り、手芸。

## テレビ
- 王様のブランチ（TBS、1998年4月 - 2001年1月）
- 王様のお夜食（TBS、1999年4月 - 2001年1月）
- スーパーJチャンネル（テレビ朝日、2000年10月 - 2001年8月）
- うるおい宣言!（テレビ朝日、2002年4月 - 2003年3月）
- 気になる!（テレビ朝日、2003年4月 - 12月）
- はなまるマーケット（TBS、2004年4月 - 12月）
- NHK高校講座 化学（NHK教育テレビ、2004年4月 - 2008年3月）
- 日立 世界・ふしぎ発見!（TBS、2006年12月16日）※ミステリーハンター
- QVC 商品アドバイザー

## ラジオ
- お嬢様の夜ふかし（TBSラジオ）1998年10月 - 1999年9月
- ラ・ラ・ラ♪日ようび（TBSラジオ）2001年10月 - 2003年3月

## 映画
- ロード88 出会い路、四国へ
- 仮面ライダー THE FIRST
- ぽたぽた、たゆたう
- かぞくのひけつ
- TANNKA（短歌）
- アキハバラ@DEEP